# Anarchizm indywidualistyczny
Anarchizm indywidualistyczny – nurt polityczny powstały w XIX wieku. Podstawowym postulatem anarchoindywidualizmu jest sprzeciw wobec poddawania nieinwazyjnej jednostki zewnętrznej woli. Do takiej inwazji zaliczali anarchiści indywidualistyczni stosowanie przemocy zaczepnej oraz naruszanie czyjejś słusznie nabytej własności. Nie zawsze jednak agresja była precyzyjnie definiowana, czasem uważano, że ścisła definicja agresji (dokładnie: definicji odróżniającej ją od wolności) nie jest pożądana i proponowano pewien rodzaj definicji niepełnej, otwartej na zmiany następujące wraz z rozwojem społeczeństwa.
Indywidualistyczni anarchiści, ze względu na swój sprzeciw wobec inwazji, sprzeciwiali się istnieniu państwa, ponieważ uważano, że jest ono największym z agresorów.

## Wczesne wpływy na idee

### William Godwin

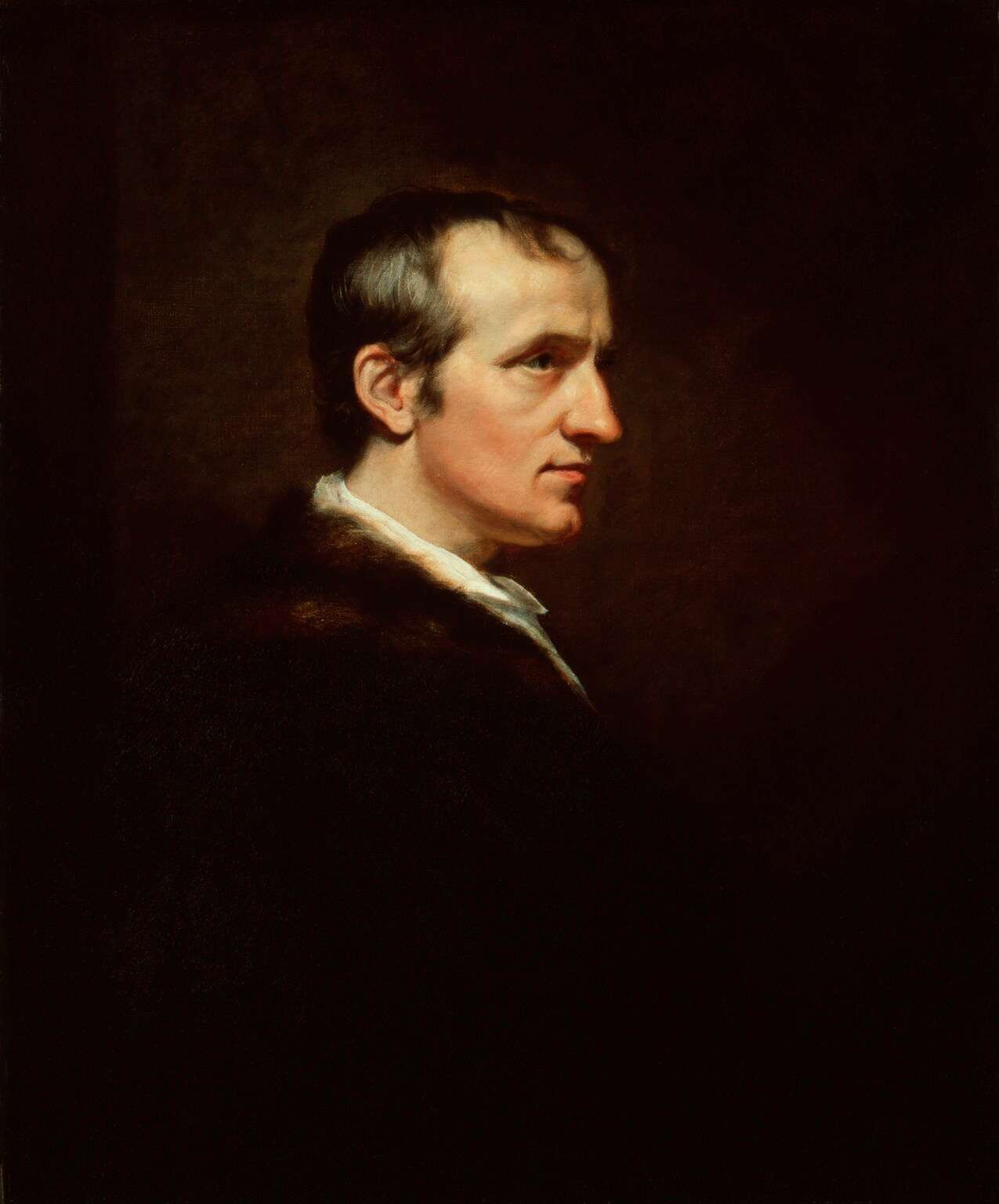
William Godwin, jeden z pierwszych teoretyków anarchizmu indywidualistycznego.

William Godwin uznany jest za anarchistę indywidualistycznego i filozoficznego anarchistę, na którego pracę duży wpływ miało Oświecenie. Według wielu, rozwinął pierwszą myśl nowoczesnego anarchizmu. Zgodnie z Piotrem Kropotkinem, Godwin był pierwszym, który „jako pierwszy sformułował polityczne i ekonomiczne koncepcje anarchizmu, mimo że swoim ideom nie nadał imienia”. Godwin pomagał przy tworzeniu pierwszej anarchistycznej pracy Edmunda Burke pt. „A Vindication of Natural Society”. William popierał ekstremalny indywidualizm, wnioskując, że cała kooperacja robotnicza powinna zostać wyeliminowana. Godwin był utylitarystą, który wierzył, że nie wszystkie jednostki mają taką samą wartość. Uważał, że niektórzy z nas „mają większą wartość i ważność” niż inni polegając na naszej użyteczności w tworzeniu dobra społecznego. Nie wierzy on w równe prawa, ale uważa, że życie człowieka najbardziej użytecznego powinno być najbardziej uprzywilejowane. Sprzeciwiał się rządowi, gdyż narusza ono prawo indywidualnej osoby do „prywatnego osądu” które określa jakie czynności zmaksymalizują pożyteczność, oraz krytykuje całość władzy nad indywidualnym osądem. Te aspekty filozofii Godwina zostały później rozwinięte w bardziej ekstremalną swoją wersję przez Stirnera.
Godwin swój indywidualizm przeniósł w radykalny zakres sprzeciwiając się osobom indywidualnym które działały razem w orkiestrach, w swojej pracy Political Justice pisał „wszystko co można określić kooperacją w pewnym sensie jest złe”. Jedynym momentem w którym kooperacja nie jest zła, jest moment w którym spontaniczne stowarzyszenie które powstaje gdy społeczeństwo jest zagrożone przez agresywną siłę. Jednym z powodów przez które sprzeciwiał się kooperacji jest to, że według niego, przeszkadza ona osobie indywidualnej w byciu życzliwym dla większego dobra. Godwin sprzeciwiał się idei rządu, pisał, że ograniczony rząd jest „złem koniecznym” które stanie się niepotrzebnym i bezsilnym przez stopniowe rozpowszechnianie się wiedzy. Sprzeciwiał się demokracji, bojąc się ucisku osoby indywidualnej przez większość, wolał system dyktatury.

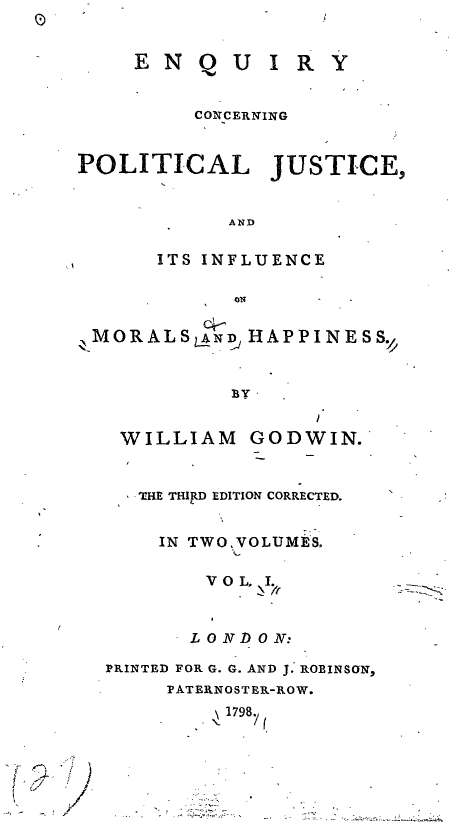
3 strona Political Justice

Godwin wspierał własność prywatną definiując ją jako „imperium w której każdy człowiek jest upoważniony do produkowania własnego przemysłu”. Jednakże opowiadał się także aby osoba indywidualna okazjonalnie oddawała swoją nadwyżkę własności osobom potrzebującym w sposób niehandlowy (Kultura darów). A zatem ludzie mający prawo do własności powinni także ją oddawać jako oświeceni altruiści. Miało to być podstawą utylitarystycznych zasad i jak powiedział: „Każdy człowiek ma do tego prawo, nagrodzony wyłączną własnością, większa suma benefitów lub przyjemności skutkuje innym sposobem zawłaszczenia”. Jednakże życzliwość nie powinna być wymuszona, a powinna należeć do „prywatnego osądu” każdej indywidualnej osobie. Nie wspierał wspólnot towarowych lub zapewniania kolektywnej własności takiej jak w komunizmie, ale jego myśl dzielenia się z potrzebującymi wpłynęła na powstanie anarcho-komunizmu.
Poglądy polityczne Godwina były różnorodne i nie zgadzały się w 100% z żadną ideologią która inspirowała się jego wpływami, pisarze Socialist Standard, organ Socjalistycznej Partii Wielkiej Brytanii, uważają Godwina za indywidualistę i za komunistę jednocześnie. Murray Rothbard nie widział Godwina jako indywidualistę w żadnym stopniu, zwracał się do niego jako „twórca anarcho-komunizmu”; historyk Albert Weisbord uważa go jako indywidualnego anarchistę bez żadnych zastrzeżeń. Niektórzy teoretycy zauważają konflikt między Godwińskim „prywatnym osądem”, a utylitaryzmem, gdyż mówi o etyce która wymaga od osób indywidualnych oddania swoich nadwyżek własności innym co doprowadza do społeczeństwa egalitarnego, ale jednocześnie mówi, że to wszystko tylko osobista decyzja. Jak zauważył Kropotkin, Godwin zmieniał zdanie.
William Godwin oddziałał na socjalizm Roberta Owena i Charles’a Fouriera. Po jego udanej wyprawie do Brytanii, Owen założył kooperatywną społeczność w USA w New Harmony w roku 1825. Jednym z członków jego komuny był Josiah Warren (1798 – 1874) który uważany jest pierwszym indywidualnym anarchistą. Po upadku New Harmony Warren przeszedł z reprezentowania socjalizmu do reprezentowania anarchizmu.

## Poglądy ekonomiczne (mutualizm)

Współczesny symbol mutualizmu

Większość anarchistów indywidualistów (żyjących w XIX wieku) określała i określa samych siebie jako socjalistów. Jest to typ socjalizmu, zwany mutualizmem, którego podstawowe zasady ułożył ojciec chrzestny anarchizmu Pierre-Joseph Proudhon, a także William Batchelder Greene, Josiah Warren i wielu innych. Mutualizm traktuje kapitalizm, rozumiany jako system ekonomiczny oparty na pracy najemnej ludzi nie posiadających, lub posiadających bardzo mało własnego majątku, za eksploatatywny i oparty na państwowych przywilejach, takich jak:
- akumulacja pierwotna[19]
- monopol pieniądza, czyli prawo do wyłącznego emitowania waluty oraz kontrolowania stóp procentowych przez państwo i licencjonowane banki[20]
- prawa własności do nieużytkowanej ziemi[21]
- własność intelektualna[22]
- cła[23]

Podstawowymi mutualistycznymi postulatami są:
- Zniesienie własności prywatnej ziemi – miało ją zastąpić prawo używania i zajmowania (ang. occupancy and use)[24].
- Zniesienie odsetek pobieranych za udzielenie kredytu. Mutualizm uznaje je za konsekwencję istnienia monopolu pieniężnego (wyłącznego prawa do emisji pieniądza przez państwo) i licencjonowania bankowości. Stąd ten postulat miałby być wprowadzony w życie poprzez wolną bankowość[25]. Mutualiści uważają, że w wolnym społeczeństwie każdy mógłby założyć mutualny bank, udzielający kredytów opartych na dowolnej formie zabezpieczenia (dobra rynkowe, obietnica przyszłej produkcji). Z tego powodu stopa procentowa miałaby spaść do kosztu prowadzenia takiego banku (według Tuckera, taki koszt wynosił statystycznie mniej niż 3/4%[26]). Do pomysłów dotyczących dokładnego działania takiej bankowości można zaliczyć Banku Ludowy (Proudhon), wzajemny pieniądz (Greene)[27] oraz LETS[28].
- Oparcie cen na zasadzie „koszt jest granicą ceny” (ang. cost is the limit of price)[29], przy czym koszt miał być raczej wyrażany w kosztach związanych z samą pracą (np. utratą czasu), a nie z kosztem wyrażonym w pieniądzu. Cena jakiegoś towaru miała np. rosnąć wraz z czasem, w jakim został on wykonany.
- Zniesienie własności intelektualnej, szczególnie patentów. Miałoby to znieść bariery i obniżyć ceny na rynku technologicznym. Stąd poparciem dzisiejszych mutualistów cieszy się wolne oprogramowanie, otwarta treść oraz P2P.

Zdaniem mutualistów wprowadzenie w życie tych postulatów zapewniłoby wszystkim pracownikom dostęp do nisko- lub nieoprocentowanego kredytu, a więc możliwość samozatrudnienia, pracy w spółdzielni lub otrzymania pełnej wartości ich pracy u kapitalisty (poprzez zwiększony popyt na pracę). Miałoby to też przeciwdziałać akumulacji kapitału i bogactwa przez część osób kosztem innych, w konsekwencji tworząc egalitarne społeczeństwo bez wyraźnych podziałów na klasy społeczne.
Podstawą teoretyczną mutualizmu jest i była laborystyczna teoria wartości, choć od początku była ona różnie interpretowana. Josiah Waren przyjmował, że wartość pracy włożonej w produkcję nie jest zależna od podaży i popytu na produkowane towary, zaś Greene i Tucker uważali, że praca o tyle nadaje wartość towarowi, na ile tworzy wartość użytkową. Kevin Carson, anarchista-indywidualista i mutualista, przeprowadził próbę zreformowania laborystycznej teorii wartości w swojej książce pt. Studies in Mutualist Political Economy.
Związek anarchizmu indywidualistycznego z mutualizmem trwa do dziś.

## Rys liberalny
Drugim charakterystycznym elementem tej odmiany poglądu anarchistycznego były mocne wpływy klasycznego liberalizmu. Pierwotnie anarchiści indywidualiści wywodzili prawo nieagresji z naturalnego prawa do samostanownienia. Zresztą inspiracje były obopólne, ponieważ John Stuart Mill zaczerpnął termin i pomysł „suwerenności jednostki” od Josiah Warena, amerykańskiego anarchisty indywidualisty Nawet po przyjęciu przez część środowiska wyznającego anarchizm indywidualistyczny tzw. egoizmu inspirowanego min. książką Maxa Stirnera „Jedyny i jego własność”, anarchiści indywidualiści pozostali wierni kompletnie wolnorynkowej koncepcji społeczeństwa. Stosunki międzyludzkie mają być regulowane przez wolne co do treści i dobrowolne umowy oraz nieograniczone prawa własności we wszystkim, co pochodzi z dobrowolnej wymiany lub pracy. Zniesione mają być cła i podatki, rozumiane jako przymusowe opłaty. Banki mają funkcjonować tak samo, jak wszystkie inne przedsiębiorstwa na rynku. Ochrona własności i osób miała być świadczona przez prywatne firmy. Zarówno licencjonowana bankowość, jak i cła i podatki, a nawet prawa własności są rozumiane jako monopole nadane pewnym ludziom (i narzucone innym) przez państwo i to właśnie sprzeciw wobec takiej interwencji państwa jest centralnym postulatem anarchizmu indywidualistycznego.

## Prawa naturalne a egoizm

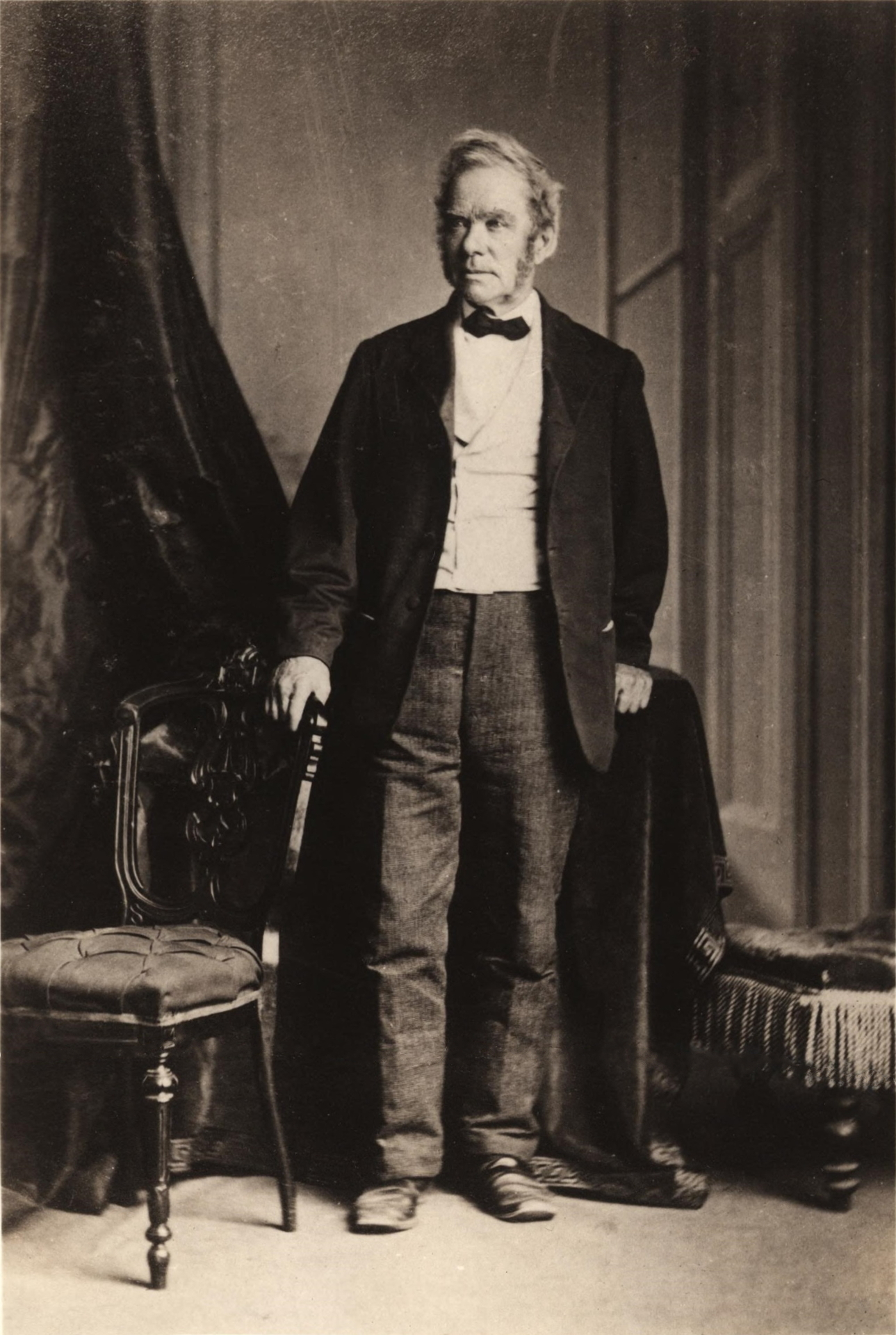
Josiah Warren uznawany za pierwszego indywidualistycznego anarchistę w Stanach Zjednoczonych

Pierwotnie anarchizm indywidualistyczny, zwłaszcza w Stanach Zjednoczonych, wspierał się na teorii praw naturalnych czy naturalnego prawa. Jednak wraz z upływem czasu część indywidualistów przyjęła za swój światopogląd amoralistyczny indywidualizm, czyli egoizm. Wpłynęła na to książka Maxa Stirnera.
Teoria prawa naturalnego wiąże się z uznaniem, że istnieją pewne przyrodzone prawa i obowiązki dotyczące ludzi, wynikające z ich natur lub natury. Egoizm natomiast jest postawą w której odrzuca się przyjęcie jakiegokolwiek obowiązku moralnego czy etycznego na siebie. Do pomyślenia jest to, że ktoś kogoś zmusza, możliwe jest też to, że ktoś robi co chce. Absurdalnym (lub fałszywym) dla egoisty jest jednak twierdzić, że ktoś dobrowolnie robi coś, co musi lub powinien zrobić.
Różnice między jedną a drugą „szkołą” anarchizmu indywidualistycznego są znaczne, choć prowadziły indywidualistów do podobnych wniosków. Zwolennicy prawa naturalnego uważali, że z racji określonej natury ludzkiej, do której da się dotrzeć za pomocą rozumnego badania, każdy człowiek jest zobowiązany szanować wolność drugiego człowieka. Egoiści natomiast poszanowanie wolności uważali za najkorzystniejsze dla wszystkich rozwiązanie i przyjmując utylitaryzm, promowali je.
Teoria prawa naturalnego jest najczęściej krytykowana za nienaukowość, negowanie zjawiska ewolucji społecznej, zamkniętość na zmiany oraz próbę uniknięcia krytyki.

## Przedstawiciele
- Max Stirner
- Josiah Warren
- Lysander Spooner
- Benjamin Tucker
- Joseph Labadie
- Émile Armand
- Laurance Labadie
- Robert Anton Wilson
- Kevin Carson.

## Nieporozumienia związane z nazewnictwem
Pewna część anarchistów o poglądach kolektywistycznych czy komunistycznych także inspirowała się książką Stirnera (m.in. Henry Sisly, Libertad, Alexandra David-Néel). W tym artykule nie przyznaje się im jednak nazwy anarchistów-indywidualistów.